# Tandilia praestans
Tandilia praestans là một loài bướm đêm trong họ Noctuidae.